# Francis M. Griffith
Francis Marion Griffith (* 21. August 1849 in Moorefield, Switzerland County, Indiana; † 8. Februar 1927 in Vevay, Indiana) war ein US-amerikanischer Politiker. Zwischen 1897 und 1905 vertrat er den Bundesstaat Indiana im US-Repräsentantenhaus.

## Werdegang
Francis Griffith besuchte die öffentlichen Schulen seiner Heimat einschließlich der High School in Vevay sowie das Franklin College. Anschließend unterrichtete er selbst als Lehrer. Im Jahr 1873 wurde er Schulrat im Switzerland County. Nach einem anschließenden Jurastudium und seiner im Jahr 1875 erfolgten Zulassung als Rechtsanwalt begann er in Vevay in diesem Beruf zu arbeiten. Gleichzeitig schlug er als Mitglied der Demokratischen Partei eine politische Laufbahn ein. Zwischen 1875 und 1877 war er Bezirkskämmerer. Im Jahr 1880 nahm Griffith als Delegierter an der Democratic National Convention teil, auf der Winfield Scott Hancock als Präsidentschaftskandidat nominiert wurde. Von 1886 bis 1894 gehörte er dem Senat von Indiana an; danach war er von 1891 bis 1894 amtierender Vizegouverneur seines Staates. 1894 bewarb er sich erfolglos für den Posten des Attorney General von Indiana.
Nach dem Tod des Kongressabgeordneten William S. Holman wurde Griffith bei der fälligen Nachwahl für den vierten Sitz von Indiana als dessen Nachfolger in das US-Repräsentantenhaus in Washington, D.C. gewählt, wo er am 6. Dezember 1897 sein neues Mandat antrat. Nach drei Wiederwahlen konnte er bis zum 3. März 1905 im Kongress verbleiben. In diese Zeit fiel der Spanisch-Amerikanische Krieg von 1898. Im Jahr 1904 verzichtete Griffith auf eine erneute Kandidatur.
Nach seinem Ausscheiden aus dem US-Repräsentantenhaus praktizierte er wieder als Anwalt in Vevay. Zwischen 1912 und 1916 war er juristischer Vertreter dieser Stadt. Von 1916 bis 1922 fungierte Griffith als Richter im fünften Gerichtsbezirk seines Staates. Danach setzte er seine Anwaltstätigkeit fort. Er starb am 8. Februar 1927 in Vevay.